# Amatori Hockey Lodi 1981-1982
Questa voce raccoglie le informazioni riguardanti l'Amatori Hockey Lodi nelle competizioni ufficiali della stagione 1981-1982.

## Maglie e sponsor
Lo sponsor ufficiale per la stagione 1981-1982 fu Banca Popolare di Lodi.
| 1ª divisa | 2ª divisa |

## Organigramma societario
- Presidente: Gianni Carminati
- Direttore sportivo: Angelo Brasca

## Organico

### Giocatori
| N° | Naz.              | Ruolo | Sportivo           |  |  |  |
| -- | ----------------- | ----- | ------------------ |  |  |  |
|    | Italia (bandiera) | P     | Francesco Fontana  |  |  |  |
|    | Italia (bandiera) | P     | Vittorio Gasparini |  |  |  |
|    | Italia (bandiera) | E     | Alessandro Barsi   |  |  |  |
|    | Italia (bandiera) | E     | Aldo Belli         |  |  |  |
|    | Italia (bandiera) | E     | Guido Calloni      |  |  |  |
|    | Italia (bandiera) | E     | Antonio Faccin     |  |  |  |
|    | Italia (bandiera) | E     | Giancarlo Fantozzi |  |  |  |
|    | Italia (bandiera) | E     | Fabio Rizzitelli   |  |  |  |
|    | Italia (bandiera) | E     | Marino Severgnini  |  |  |  |
|    | Italia (bandiera) | ?     | Triaschi           |  |  |  |